# Стадион имени Петра Атояна
«Стадион имени Петра Атояна» (каз. Петр Атоян атындағы стадион) — стадион футбольного клуба «Акжайык». Он был открыт в 1927 году.
Вместимость стадиона составляет 8 320 мест. С 1996 года носит имя почетного гражданина Уральска Пётра Атояна.

## История
Стадион является самым старым из всех ныне действующих в Казахстане. Он был открыт 29 мая 1927 года матчем между сборной города и командой кавалерийского полка.
Все уральские футбольные клубы, принимавшие участие в чемпионатах СССР, а позже и Казахстана, организовывали свои домашние встречи на этом стадионе.
Также здесь проводятся соревнования по легкой атлетике городского и областного масштаба.
В разное время на стадионе проводились соревнования по хоккею с мячом, баскетболу и гандболу.
Крупнейшим событием стало проведение чемпионата мира по хоккею с мячом среди младших юношей в 1998 году.

### Реконструкция
В 2003 году стадион был реконструирован. Планировалось провести её согласно всем мировым стандартам, но позже решение было отменено.
На сегодняшний день травяное покрытие стадиона считается одним из лучших в стране.